# Nova Laranjeiras
Nova Laranjeiras är en kommun i Brasilien.   Den ligger i delstaten Paraná, i den södra delen av landet, 1 200 km söder om huvudstaden Brasília. Antalet invånare är 11 239.
I omgivningarna runt Nova Laranjeiras växer huvudsakligen savannskog. Runt Nova Laranjeiras är det glesbefolkat, med 12 invånare per kvadratkilometer.